# Consdorf
Consdorf (luxembourgsk: Konsdref) er en kommune og et byområde i Luxembourg. Kommunen, som har et areal på 25,72 km², ligger i kantonen Echternach i distriktet Grevenmacher. I 2005 havde kommunen 1.729 indbyggere. 